# Astronesthes leucopogon
Astronesthes leucopogon es una especie de pez de la familia Stomiidae en el orden de los Stomiiformes.

## Morfología
• Los machos pueden llegar alcanzar los 12 cm de longitud total.

## Alimentación
Come peces hueso y crustáceos.

## Hábitat
Es un pez de mar y de aguas profundas que vive hasta 500 m de profundidad.

## Distribución geográfica
Se encuentra en el  Atlántico oriental (desde Portugal hasta Guinea y entre 16 ° S-22 ° S) y en el  Atlántico norte (entre 30 ° y 41 ° N).